# Menhir de Kerdalaë-Lesconil
Ne doit pas être confondu avec Menhir de Kerloc'h.
Le menhir de Kerdalaë-Lesconil, appelé aussi menhir de Kerloc'h ou menhir de Lesconil, est un menhir situé à Plobannalec-Lesconil, dans le département du Finistère en France.

## Historique
Le menhir est mentionné pour la première fois par R.-F. Le Men mais c'est Paul du Châtellier qui en donne la première description sous le nom de menhir de Lesconil. Il est classé au titre des monuments historiques par décret du 18 janvier 1932.

## Description
Dans la description de du Châtellier, le menhir est encore debout. C'est un bloc de granite dressé sur un tertre mesurant alors 7,60 m de hauteur, 3 m de largeur et 0,80 m d'épaisseur. Le propriétaire du champ où il se trouve découvrit à son pied une urne funéraire contenant des fragments d'os.